# Burg Blauenstein (Slowakei)
Burg Blauenstein (slowakisch Hrad Modrý Kameň, ungarisch Kékkö) ist eine Höhenburg aus der zweiten Hälfte des 13. Jahrhunderts oberhalb von Veľký Krtíš im Neusohler Landschaftsverband.
Die älteste urkundliche Erwähnung der Burg stammt aus den Jahren 1278 und 1290. In einer schriftlichen Erwähnung des Jahres 1285 wird als Besitzer Peter Forró erwähnt. Im Jahr 1575 wurde die Burg von den Türken besetzt, die daraufhin die Burg weiter befestigten, aber bei ihrem Abzug die Burg schleiften. Zu Beginn des 17. Jh. begannen die Balaša die Burg wiederherzustellen und errichteten ein barockes Schloss auf der Burg.
Heute befindet sich auf der Burg ein Museum für Geschichte und Gegenwart des slowakischen Marionettentheaters und für
Spielzeug in der Slowakei im 20. Jahrhundert.